# 양쯔 (배우)
양쯔(중국어: 杨紫, 병음: Yáng Zǐ, 한자음: 양자, 1992년 11월 6일 ~ )는 중국의 배우, 가수, 모델 (직업)이다.
1997년 영화 '春天的狂想'를 통해 데뷔한 아역 배우 출신 연기자이며, 베이징 영화 학원 연기과 10학번 출신이다. 중국 대륙에서는 , 1990년 이후에 출생한 사소화단(중국어: 90后四小花旦)으로 불린다.
2005년, 그녀의 대표작 중 하나인 '가유아녀'(家有儿女)가 엄청난 인기를 끌면서 '国民闺女'(=국민의 딸, 국민 여동생)으로 불리게 되었다. 그녀의 다른 대표작으로는 '화비화무비무'(2013), '전장사'(2014), '환락송'(2016), '청운지'(2016), '환락송2(2017)', '향밀침침신여상'(2018), '친애적열애적'(2019), 장상사(2023), 국색방화(2025) 등이 있다.

## 출연한 드라마
- 大宅门(대택문, 2001)
- 勇敢面对(용감면대, 2002)
- 如此出山(여차출산, 2002)
- 孝庄秘史(효장비사, 2002~2003)
- 少年康熙(소년강희, 2005)
- 家有儿女(가유아녀 시즌1, 2005)
- 缘分(연분, 2005)
- 女生日记(여생일기, 2005)
- 家有儿女2(가유아녀 시즌2, 2006)
- 长大不容易(장대불용이, 2006)
- 温暖(온난, 2007)
- 珍宝(진보, 2008)
- 活着，真好(활착, 진호, 2008)
- 不想长大(불상장대, 2009)
- 回家(회가, 2009)
- 女孩冲冲冲(여해충충충, 2009)
- 纯真岁月(순진세월, 2009)
- 男生日记(남생일기, 2010)
- 吴承恩与西游记(오승은여서유기, 2010)
- 幸福来敲门(행복래고문, 2011)
- 心术(심출, 2012)
- 胭脂霸王(연지패왕, 2013)
- 老爸回家(노파회가, 2013)
- 花非花雾非雾(화비화무비무, 2013)
- 战长沙(전장사, 2014)
- 天生要完美(천생요완미, 2015)
- 大秧歌(대앙가, 2015)
- 欢乐颂(환락송, 2016)
- 大嫁风尚(대가풍상, 2016)
- 诛仙‧青云志(주선청운지, 2016)
- 诛仙‧青云志2(주선청운지2, 2016)
- 龙珠传奇(용주전기, 2017)
- 欢乐颂2(환락송2, 2017)
- 北京女子图鉴(북경여자도감, 2018)

- 天乩之白蛇传说(천계지백사전설, 2018)
- 香蜜沉沉烬如霜(향밀침침신여상, 2018)

- 亲爱的，热爱的(친애적, 열애적, 2019)
- 我的莫格利男孩(아적모격리남해, 2019)
- 女心理师(여심리사, 2021)
- 余生，请多指教(여생청다지교, 2022)
- 沉香如屑(침향여설, 2022)
- 长相思(장상사, 2023~2024)
- 要久久爱(요구구애, 2024)
- 承欢记(승환기, 2024)
- 国色芳华(국색방화, 2025)
- 青簪行(청잠행)

## 광고모델
- 패션브랜드 발렌티노(Valentino)의 앰버서더이자, 화장품 브랜드 프라다 뷰티(Prada Beauty)의 앰버서더 중 한 명이다.
- 대한민국의 건강기능식품 기업 한국인삼공사의 홍삼 브랜드 '정관장(正官庄)'의 중화권 광고모델이다.

## 출연한 영화
- 春天的狂想(춘천적광상, 1997)
- 警察有约(경찰유약, 2003)
- 女生日记(여생일기, 2004)
- 三班五班(삼반오반, 2010)
- 喋血孤城(첩혈고성, 2010)
- 守株人(수주인, 2012)
- 斗茶(두차, 2014)
- 时间都去哪了(시간도거나료, 2015)
- 洛杉矶捣蛋计划(낙삼기도단계획, 2016)
- 在世界中心呼唤爱(재세계중심호환애, 2016)
- 沉默的证人(침묵적증인, 2019)
- 烈火英雄(열화영웅, 2019)
- 我和我的家乡(아화아적가향, 2020)
- 热辣滚烫(열랄곤탕, 2024)

## 노래
- 牛奶面包(우내면포)
- 有风的夜晚(유풍적야만)
- 情霜(정상)
- 几生欢(기생환)
- 打破沉默(타파침묵)
- 我们(아문)
- 天地无霜(천지무상)
- 若只如初见(약지여초견)
- 功夫瑜伽(공부유가)
- 蚯蚓(구인)
- 总有幸福在等你(총유행복재등니)
- 我会记得你(아회기득니)